# 사성

관화(현대에 주로 쓰이는 중국어)의 성조

사성(四聲)은 성조를 가진 중국어의 성모들로 평성, 상성, 거성, 입성을 일컫는다. 현대 중국어의 성조는 보통화의 4개에서 난닝어의 10개까지 수가 다양하다. 아래에서는 a('아')를 성조에 따라 발음하는 법을 설명하였다.

## 음평성(1성)
1성은 ā, a위의 -표시로 나타내는데, 같은 음을 지속해서 내면 된다.

## 양평성(2성)
2성은 á, 올라가는 기호로 나타내는데 음계에서 도에서 솔까지 올라간다고 소리로 한국어에서 "예?(되물을 때)"와 비슷하게 발음한다.

## 상성(3성)
3성은, ǎ, 꺽는 소리로 발음을 할 때 약간 꺾었다가 올라간다. 이때, 시작을 잘 해야되는데, "네?(놀랐을 때)"처럼 약간 내렸다가 올리는 발음이다.

## 거성(4성)
4성은, à, 내리꽂는 소리로 강하고, 짧게 하는 게 특징이다.

## 경성
중국어에는 4성 외에도 경성이 있는데 보통 표시를 하지 않는데, 오른쪽이나 왼쪽에 점으로 표시하기도 한다.

## 참고
- 운서 참고 웹사이트